# 楊順發
楊順發（1964年—），臺灣攝影家。出生於台南善化，退伍之後於1985年進入中國鋼鐵公司，在工作之餘開始學習攝影。2015年創作以海平面上升為主題的《台灣水沒》系列作品，獲2018年高雄獎攝影類首獎。